# نیلس فرام
نیلس فرام (به آلمانی: Nils Frahm) متولد ۲۰ سپتامبر ۱۹۸۲ در هامبورگ، یک پیانیست، موسیقی دان، تنظیم کننده و تولید کننده آلمانی است. او به خاطر ترکیب موسیقی کلاسیک و الکترونیک و داشتن یک سبک جدید و خلاف عرف در نواختن پیانو مشهور می‌باشد. علاوه بر کارهای تکی وی با نوازندگان معروفی همچون Anne Müller و اولافور آرنالدس همکاری کرده است.

## زندگی
او به وسیله پدرش کلاوس فرام که یک عکاس و طراح کاور برای شرکت‌های موسیقی بود؛ با دنیای موسیقی آشنا شد. سبک‌های موسیقی کلاسیک و موسیقی‌دان‌های معاصر را شناخت. اولین کارهای تکی وی در سال ۲۰۰۹، Wintermusik و The Bells بودند. در سال ۲۰۱۱ وی آلبوم Felt را منتشر کرد که باعث توجه جهانی شد. این آلبوم و تمام کارهای بعدی فرام توسط کمپانی موسیقی Erased Tapes ارائه شده است.

## فهرست کارهای فرام

### کارهای تکی
- (Streichelfisch (2005, AtelierMusik
- (Electric Piano (2008, AtelierMusik
- (My First EP (2008, AtelierMusik
- (Wintermusik (2009, Erased Tapes, EP
- (The Bells (2009, Kning Disk, Erased Tapes
- (Unter/Über (2010, Erased Tapes, EP
- (Felt (2011, Erased Tapes
- (Juno (2011, Erased Tapes, EP
- (Screws (2012, Erased Tapes
- (Spaces (2013, Erased Tapes
- (Streichelfisch (2005, AtelierMusik
- (Electric Piano (2008, AtelierMusik
- (My First EP (2008, AtelierMusik
- (Wintermusik (2009, Erased Tapes, EP
- (The Bells (2009, Kning Disk, Erased Tapes
- (Unter/Über (2010, Erased Tapes, EP
- (Felt (2011, Erased Tapes
- (Juno (2011, Erased Tapes, EP
- (Screws (2012, Erased Tapes
- (Spaces (2013, Erased Tapes
- (Streichelfisch (2005, AtelierMusik
- (Electric Piano (2008, AtelierMusik
- (My First EP (2008, AtelierMusik
- (Wintermusik (2009, Erased Tapes, EP
- (The Bells (2009, Kning Disk, Erased Tapes
- (Unter/Über (2010, Erased Tapes, EP
- (Felt (2011, Erased Tapes
- (Juno (2011, Erased Tapes, EP
- (Screws (2012, Erased Tapes
- (Spaces (2013, Erased Tapes

### کارهای گروهی
- (Dauw (Split) (2009, Dekorder
- (Music for lovers Music versus time (2010, Sonic Pieces
- (7Fingers (2010, HUSH, Erased Tapes
- (Stare (2012, Erased Tapes, with Ólafur Arnalds
- (Music for wobbling Music versus gravity (2013, Sonic Pieces

### به چاپ رسیده
- (Sheets/Eins (2013, Manners Mcdade/Erased Tapes